# Enrique II de Reuss-Burgk
Enrique II de Reuss-Burgk (en alemán: Heinrich II Reuß von Burgk; 12 de diciembre de 1543, Burgk - 24 de mayo de 1608, Burgk, Turingia) apodado "el largo" fue un miembro de la línea mayor de la familia Reuss. Fue señor de Untergreiz I, Burgk, Lobenstein (1577-1585), Kranichfeld (1577-1586) y Schleiz (1596-1598).

## Vida
Era hijo de Enrique XIV de Reuss-Greiz-Kranichfeld (1506-1572) y de su esposa Bárbara von Mech, hija de Georg von Mech, señor de Schönfeld y Plon (c. 1475-1534) y de Katharina von Tetau (c. 1480).
Tras la muerte de su padre, él y sus hermanos, Enrique III y Enrique V, gobernaron conjuntamente el señorío de Reuss-Untergreiz hasta 1582, cuando Enrique III murió. Los dos hermanos sobrevivientes se repartieron el territorio en dos señoríos, Untergreiz I y II. Enrique II recibió Untergreiz I, en donde gobernaría hasta 1596, en ese año Untergreiz I sería comprada por Untergreiz II por 39.000 florines. A cambio de esto Enrique II se asentaría en el Castillo de Burgk, donde gobernaría como señor hasta 1608, cuando fallecería.

## Matrimonio
Enrique II se comprometió el 22 de julio de 1573 y se casó el 21 de septiembre de ese mismo año en Öttingen con la condesa Judith de Öttingen-Öttingen (3 de octubre de 1544 - 4 de noviembre de 1600 en Burgk), hija del conde Luis XVI de Öttingen-Öttingen-Harburg (1508-1569) y Margarita del Palatinado († 1560). Tienen los siguientes hijos:
- Ana María de Reuss († 3 de noviembre de 1636, Burgk)
- Enrique II de Reuss-Greiz (noviembre de 1574, Greiz - 22 de octubre de 1596 en la batalla de Erlau, Sajonia)
- Enrique II de Reuss-Hof-Burgk (30 de diciembre de 1575, Greiz - 6 de septiembre de 1639, Burgk), casado el 21 de septiembre de 1609 en Burgk con Magdalena von Putbus (21 de septiembre de 1590 - 12 de enero de 1665)
- Juana de Reuss-Burgk (3 de julio de 1577 - 15 de octubre de 1656)
- Enrique III de Reuss-Burgk (22 de diciembre de 1578 - 24 de junio de 1616), casado el 21 de febrero de 1602 en Gera con Ana Magdalena de Schönburg (1 de febrero de 1582 - 7 de enero de 1615)
- Enrique IV de Reuss-Dölau (9 de diciembre de 1580 - 3 de enero de 1636 en Döllau), casado en 1626 con Ana Genoveva de Stolberg (3 de febrero de 1580 - 18 de diciembre de 1635)
- Enrique V de Reuss-Dölau (5 de septiembre de 1583 - c. 21 de noviembre de 1583)
- Enrique VI de Reuss-Dölau (22 de mayo de 1587 - 1 de noviembre de 1604, muerto en batalla en Polonia)

Enrique II se casó por segunda vez en Burgk el 7 de noviembre de 1601 con la condesa Ana de Mansfeld (1563-21 de diciembre de 1636), hija del conde Cristóbal II de Mansfeld-Mittelort (1520-1591) y de la condesa Amalia de Schwarzburgo-Blankenburg-Rudolstadt (1528-1589). El matrimonio no tuvo hijos.